# 心霊探偵 八雲
『心霊探偵八雲』（しんれいたんてい やくも）は、神永学の小説シリーズ。第1巻は同作者の『赤い隻眼』を大幅にリニューアルしたもの。
テレビドラマ・漫画・舞台・ドラマCD・テレビアニメ化されており、2020年7月時点でシリーズ累計部数は700万部を突破している。

## あらすじ
赤い左眼を持ち、死者の魂を見ることのできる大学生、斉藤八雲はある事件をきっかけに同じ大学に通う小沢晴香と知りあう。八雲は、その特異な体質で謎に満ちた怪事件に次々と挑むことに。自らの力に苦悩しながら、救われぬ魂と向き合い晴香と仲を深める八雲。だが、やがて事件の陰に「両眼の赤い男」の存在が見え隠れするようになる。
八雲と謎の男との間に何があったのか。そして晴香を始め、八雲を取り巻く様々な人々との関係の行方はどうなってしまうのか。

## 登場人物
担当声優は、テレビアニメ版 / ドラマCD版の順で記載。声優1名だけの記載の場合は、テレビアニメ版のみであることを示す。「演」はテレビドラマ版で演じた俳優。

### 主要人物
斉藤 八雲（さいとう やくも）
声：小野大輔（ドラマCD共通） / 演：與真司郎
本作の主人公。死者の魂が見える赤い左目をもった青年。明政大学の学生。その体質や生い立ちのため、これまで誰にも心を開かずにいたが、自分の眼を初めて「きれい」と言った晴香に対して微妙な感情を持ち始め、周囲の人間とも絡むようになった。ずっと黒いコンタクトレンズで赤い目を隠していたが、一心の死以降は、隠すのをやめている。口はかなり悪く、ひねくれ者であるが、内心では人や命の重さを理解している。しかし自身の命は軽んじることが多く、自ら進んで危険をおかす癖がある。7巻で関わった事件で自分の祖母の詳細を知り、8巻で母と雲海（両目が赤い男）が異母兄妹であり、そんな2人の間に生を受けたという出自を知った。アニメ版では脇の下が弱く指先で脇を押されると飛び上がる癖がある。
車の免許を持っており、運転も出来る。コミックス版と角川文庫版5巻のショートストーリーでは甘党のような描写がある。ドラマ版ではヒステリックになることがあり、生年月日は1986年8月3日生まれである。原作でも夏生まれと思われる描写がある。
『確率捜査官 御子柴岳人 密室のゲーム』にも晴香と共にちらりと登場し、御子柴と度々チェスをしているらしいことが明かされた。
小沢 晴香（おざわ はるか）
声：藤村歩 / 平野綾 / 演：石井めぐる
本作のヒロイン。八雲の同年代の友人であり自称助手（八雲曰く『トラブルメーカー』）。明政大学教育学部（アニメ版では文学部教育学科）の学生。他人に頼まれると断れない性格。オーケストラサークルに所属しフルートを吹く。親友の美樹が幽霊に憑依されたため八雲を訪ねる。八雲とともに事件に関わるうちに彼に惹かれていく。八雲が自分一人で悩むことに心を痛め、八雲を支えると誓った。八雲から託された梓の形見のネックレスを肌身離さずつけている。
七歳の時に自分が切っ掛けで双子の姉・綾香が事故死したため、そのことで13年間苦しんでいたが、八雲によって救われた。父の一裕はよほど娘のことを大事にしているらしく、晴香の母にそそのかされて八雲への食事に石を入れるなどした。
後藤 和利（ごとう かずとし）
声：東地宏樹（ドラマCD共通） / 演：山崎直樹
幼いころからの八雲を知る刑事。階級は警部補。昔母親に殺されそうになった八雲を助けた。中学生の八雲と再会し、以降不思議な事件を八雲のもとに持ち込むようになる。熊のような風貌を八雲に皮肉られることが多い。一心の死後、奈緒を引き取った。その後、一心の寺に妻と共に住んでいる。8巻で八雲に殺人の容疑がかけられた時、逮捕しに来た西多摩署の私服警官達を妨害し、八雲を逃がしたため警察を懲戒免職処分となる。その後心霊関係専門の探偵事務所を開くことを考えているようだが、八雲からは無協力を表明されている。『怪盗探偵山猫』にちらりと登場し、霧島さくらの電話に出ていた。後藤は八雲の名前は出していないが、さくらに愚痴を言っているようだった。
石井 雄太郎（いしい ゆうたろう）
声：川島得愛 / 演：田辺伸之助
後藤の部下。八雲を信頼し晴香に思いを寄せている。走るとよく転ぶ。後藤に理不尽なことでよく殴られるがその都度健気に耐えている。しかし最近は後藤に意見するようになり、宮川からも信頼されている。当初は頼りなかったが、後藤の失踪がきっかけで宮川や晴香の一喝で刑事としての大きな成長を遂げ8巻で警部補に昇進する。オカルト好きではあるが臆病な一面があり心霊ビデオや暗い場所の殺人現場などのは苦手としている。幼いころはマンガ家になる夢を持っていたが、父親はとても厳格な性格で警察官であるため雄太郎の全てを否定されたために父を憎んでいた時があった。高校時代、同級生のカップルにイジメられて2人のことも憎んでいたが、後にカップルの片割れの望月が自身と友人になりたがっていたことを知り、自信の無さゆえに周囲が馬鹿にしていると思い込んで拒絶していた当時のことを悔やむのだった。
『確率捜査官 御子柴岳人 密室のゲーム』にもちらりと登場。特殊取調対策班に容疑者を連れてきたが、部屋を出る際に転んでいる。
土方 真琴（ひじかた まこと）
声：豊口めぐみ / 演：石坂ちなみ
警察署長の娘であり、北東新聞社の女記者。とある事件で安藤の幽霊に憑依されるも、八雲らに助けられ、以後事件解決のために協力している。石井に思いを寄せているが、幽霊に憑依した際の恐ろしい形相が原因で怖がられていた。
ドラマ版では安藤の幽霊に憑依されない（憑依の対象者が佐貫千鶴に変わっている）。井上麻美（演：長澤奈央）の親友。

#### 晴香の関係者
佐々木 美樹（ささき みき）
声：小清水亜美 / 演：次原かな
晴香と真由子の親友。半月前に先輩の歓送会をした夜に皆で肝試ししようと話になり6人は旧校舎に行き彼女含む4人は開かずの間に入るが、霊と遭遇し危機を感じため仲間達と共にその場を去った。しかし既に数体の地縛霊に憑依され10日後には症状が進行し入院を余儀なくするが晴香の依頼（報酬は美樹の父から支払われた）で、八雲が旧校舎殺人事件の真相を付き止めることで霊の憑依から解放された。長期入院により高岡（ドラマ版では奥山警部に狙われる）には狙われなかった。
ドラマ版では一時的に篠原由利の霊に憑依されるが、入院には至らない。
真由子（まゆこ）
声：後藤沙緒里
晴香と美樹の親友。左目付近に泣き黒子がある。亜矢香の霊を目撃し晴香に相談する。

#### 親族・家族構成
斉藤 一心（さいとう いっしん）
声：関俊彦 / 成田剣
お寺の住職。八雲の叔父にして名付け親。八雲と同じ苦しみを味わうため左目に赤いコンタクトを入れている。慈悲深い性格で、負の感情さえも飲み込んでしまう器の大きさを持つ。奈緒を引き取り父として育てていた。軽い頭痛が続き病院で精密検査を受けに行った際に医師から余命1年の告知を受ける。6巻における事件に巻き込まれて脳死状態になり、八雲が臓器提供に同意した。
斉藤 奈緒（さいとう なお）⇒後藤 奈緒（ごとう なお）
声：小清水亜美
八雲の異母妹（瞳は両眼とも黒）。一心が亡くなったため、後藤夫妻に引き取られ後藤姓になった。旧姓は斉藤。耳が不自由。テレパシーのような会話をする。
斉藤 梓（さいとう あずさ）
八雲の母親で、一心の姉。武田の元フィアンセ。両目の赤い男に強姦され望まずとして母となったが、八雲を愛していた。武田の犯行（実際の犯行は美雪）とされる七瀬邸一家4人殺害事件が切っ掛けで両目の赤い男から自分と同じ赤い目を持つ八雲は何れ武田よりも沢山の人を殺すだろうと脅され已む無く幼い八雲を殺そうとした後失踪し、消息不明だったが、5巻にて死亡が確認された。死後も、命を狙われた晴香や八雲を守った。事件解決後、武田と結ばれ成仏した。晴香には勇気をもらったと感謝している。
後藤 敦子（ごとう あつこ）
声：折笠富美子
後藤の妻で、晴香曰く『美女と野獣』と思われるくらいの美女。しかし性格は豪快である。子供を産めない体で、奈緒を引き取るまでは夫と冷めた生活を送っていた。彼女がよく家出をしていたことで、後藤は八雲にからかわれている。

### 世田町警察署
土方（ひじかた）
警察署長。真琴の父親。とある事件で失脚する。娘は新聞記者。
井手内（いでうち）
刑事課課長。とある事件で失脚する。アニメ版では登場しない。
畠 秀吉（はた ひでよし）
声：納谷六朗
検死官。人の死に興味を持っており、解剖する死体にも独特のポリシーを持っている。笑い方が不気味で後藤や宮川は『変態』、周りからは『妖怪』や『取って食われる』などと言われているが本人は全く気にしておらず、飄々としている。
宮川 英也（みやがわ ひでや）原作版 / 宮川 恵理子（みやがわ えりこ）アニメ版
声：皆川純子 / 演：中村綾（島村恵里子）
井手内の後任の課長。後藤に刑事のいろはを教えた人物。15年前の未解決事件「七瀬邸一家4人殺害事件」の第一目撃者。後籐が警察を辞めた後、その穴を埋める形で左遷される。仕事の失敗で自ら動こうとしない者には厳しい態度を取るが、後籐が奈緒を引き取った際には後籐を定時で帰すなど慈悲深さを兼ね備えている。後藤からは「みやさん」と呼ばれる。
ドラマ版では島村恵里子に設定が変わっている。アニメ版では女性刑事・島村恵理子と合成され、女性の宮川恵理子にされた。
大村（おおむら）
声：鷹嘴翼
後藤の部下。
小杉（こすぎ）
声：堂坂晃三
後藤の部下。

### 両目の赤い男の関係者
両目の赤い男 / 斉藤 雲海（さいとう うんかい）
声：高瀬右光
両目が赤いことからそう呼ばれている。梓、明美を強姦し、八雲と奈緒の父親となった。人の心の隙をつき殺人教唆をすることが得意であり、趣味でもある。非常に冷酷な人物で「悪意そのもの」と呼ばれたこともある。八雲からはあまりいい感情を持たれていない。実の息子である八雲を精神的に追い詰めることで八雲と精神を同化させ、肉体を乗っ取るつもりらしい。最後で八雲を乗っ取ろうとするが八雲の意志が強かったため、支配させられることなく失敗に終わる。肉体は既に亡くなっていて、幽霊となった状態で八雲達の前に現れていた。
幼いころ、額に角（実際は角質）があり、目が赤かったことなどから鬼と呼ばれ、母の凛（後記）と共に虐げられていた。
8巻において名前が判明し、梓・一心とは母親の違う兄弟であったことが明かされた。つまり、八雲は異母兄妹（異母兄（父の雲海）、異母妹（母の梓））の間に生まれたことになる。
七瀬 美雪（ななせ みゆき）
声：柚木涼香
八雲の姉を名乗る美女。年齢は24、25歳。祖父（血縁上の父である。戸籍上の父は実はおじ）と母の間に生まれた子供。十歳の時に家族全員を惨殺（15年前の未解決事件「七瀬邸一家4人殺害事件」）し両目の赤い男に助けられ、その際に武田の犯行を見せかけるために両目の赤い男がフォローした。それ以後ずっと彼を慕い彼と共に暮らしていた。両目の赤い男を父親として、男として病的なまでに愛しており、彼の実の息子である八雲に対して嫉妬したり、両目の赤い男に認められるために人を殺したりするなど、異常な愛を見せる。5巻の事件後、殺人犯として刑務所に収容されていたが、脱走。連れ戻されるも、護送中の車が爆発し、またも逃亡。顔面に火傷、左手首から先を失いながらもいまだ行動を続けている。逃亡後に使っていた木下産婦人科の冷蔵庫に、両目の赤い男の首をホルマリン漬けにしておいてあった（一度警察の手に渡るが奪取している）。
一方、アニメ版では原作と同様に脱走を繰り返すが、護送中の車が爆発の描写がないため顔面に火傷を負うこともなく左手首から先を失うことはない。また木下産婦人科の冷蔵庫も登場しないため両目の赤い男の首のホルマリン漬けも登場しない。最後は両目の赤い男に置いて行かれた悲しみから一時的に半狂乱になるが、彼の足取りを追うと思い、その場を去り車に乗車した後に車もろとも湖に飛び込み消息をたった。
星野 由紀子（ほしの ゆきこ）
八雲達に近づくために美雪が変装した姿。素性を隠すために都内の映像製作会社「D-Station」に在籍する構成作家であることにしており髪型も黒いロングストレートヘア（鬘）に変えている。

### ストーリー別の登場人物
第一巻 赤い瞳は知っている
小沢綾香（おざわ あやか）
幼いころに事故で亡くなった、晴香の双子の姉。生前はピアノを習っていた。
美樹（みき）
あかずの間で霊に憑依されて入院していたが、事件解決後に解放され元気になった。
和樹（かずき）
美樹の彼氏だが、怖くて実家に隠れていた。アニメ版・ドラマ版では犯人に殺されてしまう。
祐一（ゆういち）
原作・アニメ版では殺されてしまうが、漫画版では犯人だった。
高岡
ゼミの講師。原作・アニメ版の真犯人。

第二巻 魂をつなぐもの
ドラマ版でのサブタイトルは『少女』。
木下 英一（きのした えいいち）
声：遊佐浩二 / 演：諏訪太朗
「木下外科・産婦人科」（アニメ版では産婦人科のみ）の医師。八雲が産まれた時、担当した医師。妻は既に亡くなっている。両目の赤い男の力を借りて娘の亜矢香の復活を願い亜矢香に似た女子高生達を犠牲にした。八雲から亜矢香を苦しませたことに気づき己の過ちを知る。
ドラマ版では己の過ちを気づくことはなく、その後も「輪廻転生術」を続け新たに4人目犠牲者の女子中学生の遺体が発見される。八雲の説得にも耳を貸さず犯行をやめないまま次の話に移行したため、その後のことは不明である。
木下 亜矢香（きのした あやか）
声： - / 演：宮内彩花
英一の娘。1年前の台風で、塾の帰りに増水した川に落ち亡くなった。父親の事件を心配して幽霊となって現れせつな願いとして父に止めてと訴え続けていた。父親の犠牲となった女子高生達の死の恐怖や苦しみを取り除くために彼女達に憑依し亜矢香が肩代りした。そしてその度に亜矢香は死の恐怖や苦しみを味わった。
ドラマ版では女子中学生連続殺人事件の最初の犠牲者で、死亡した場所が倉庫の離れの古井戸に変更されている。死因は絞殺による窒息死。享年12。
内山（うちやま）
木下の友人。原作版のみ登場。
橋本 留美（はしもと るみ）
女子高生。亜矢香に似ていたために女子高生連続誘拐殺人事件に巻き込まれた少女。安藤に監禁されるが、八雲と後藤刑事に救出され病院に収容された。
ドラマ版では女子中学生連続殺人事件に巻き込まれ行方不明となった3人目の犠牲者。12歳。生存不明で、本人は登場しない。
安藤 崇（あんどう たかし）
元医者。43歳。両目の赤い男の紹介で、亜矢香に似た少女を調達するのが役目。3年前に違法な薬物を製造し自分に使ったり仲間に横流しした罪で警察に捕まった経歴がある。人の弱みに付け込み金を集る癖が仇となり英一に毒殺される。幽霊となってからは新聞記者の真琴に憑依し彼女の肉体を乗っ取ろうとしたが、亜矢香の話を聞きくと漸く理解し真琴の体から消えた。
ドラマ版では安藤正雄、30歳、無職の一人暮らしで引き篭もりの設定に変わっている。車に轢き逃げされた後に千鶴の体に憑依する。女子中学生連続殺人事件の犯人と思われていた。
佐貫 千鶴（さぬき ちづる）
演：神谷美花
ドラマ版に登場。女子校生で令嬢。ひき逃げ事件に遭遇した千鶴は現場で気を失い、病院で意識を 取り戻した時にはひき逃げされた安藤正雄に憑依されてしまう。後に体の衰弱で息を引き取る。父親は警察の上層部。
中川 美穂（なかがわ みほ）
ドラマ版に登場。享年12。女子中学生連続殺人事件の2人目の犠牲者。死因は溺死で倉庫近くのゴミ捨て場に遺体で発見される。

第三巻 闇の先にある光
神山 栄治（かみやま えいじ）
演：並樹史朗
霊媒師。ドラマ版では「飛び降りる女」編に登場。

第四巻 守るべき想い
大森真人（おおもり まさと）
晴香が担当するクラスの児童。事件の後、転校する。パート先で浮気した母親が家出して後に離婚したため、寂しさのあまり父親が暴力を振るうことを理解しており、不仲でも本気で殺そうと思ったわけでなかったが、28年前の異母兄弟に成り済ました牛島に睡眠薬を父親に飲ませるよう唆され父親殺しの共犯にされてしまう。
牛島敦（うしじま あつし）
母親に虐待されて火災で焼死した異母兄弟の戸部賢吾に成り済まし、彼の父親が財産が原因で入れ替わりを黙認するも死を直前に真相を明らかにしようとしたことで撲殺し、同級生の大森博則を殺して彼に成り済ましていた。しかし、真人を事件に巻き込んだことで八雲の怒りを買い真相を暴露されて元の自分自身に戻り刑に服すことになる。

第五巻 つながる想い
小沢一裕（おざわ かずひろ）
晴香の父親。蕎麦屋を経営。アニメ版では登場しない。八雲に蕎麦ではなく石ころを出したが、後に彼を気に入り酒を持って押しかけた。
小沢恵子（おざわ けいこ）
晴香の母で、斉藤梓の友人にして恩人。ずっと連絡を取っていなかったため、娘に知らされるまで梓が心を病んで息子を殺しかけて失踪したことを知らなかった。
武田俊介（たけだ しゅんすけ）
声：浜田賢二
フリーのジャーナリスト。斉藤梓のフィアンセで、八雲の義父になる筈だった男性。15年前の1991年2月10日に起こった未解決事件「七瀬邸一家4人殺害事件」の容疑者。警察の上層部からは七瀬家が経営していた私立中学校の不祥事をネタにしたことから不当な圧力をかけられて職を失い、その腹癒せで犯行に及んだものと決めつ付けられてしまう。しかし、実際には美雪が武田の犯行を見せかけるための完全犯罪であることが明らかになった。両眼の赤い男に口封じで殺された後に密かに遺体を埋められたが、工事により掘り起こされたことで魂が覚醒した。
アニメ版では刑事達にわざと姿を見せて晴香のマンション周辺に彼らを誘導し、彼女を狙った美雪の凶行を阻止し、囚われた後藤に15年前の真相と八雲の危機を知らせる等の活躍を見せた。事件解決後、斉藤梓と結ばれ成仏した。八雲の父親として彼を守ることに全身全霊を傾けており、既に自身の無実などどうでも良くなっていた。
内藤セツ子（ないとう セツコ）
声：幸田夏穂
美雪の小学校時代の担任。

第六巻 失意の果てに
榊原源一郎（さかきばら げんいちろう）
声：松本保典
恵林堂医科大学病院の教授。佳子の父親で、担当医でもある。一心に手術をした執刀医だが、精密検査にやって来た一心が臓器提供に同意していると聞いて、密かに娘の適合性を調べた。一心の臓器が佳子に移植されることが確実だと判断すると両目の赤い男のフォローで、故意に一心を脳死状態にした。最後は八雲が佳子を救う優しさに触れ罪を認めた。そして一心の葬儀会場で、礼の挨拶を済ませると警察に出頭した。妻とは既に離婚しており娘の佳子は妻に引き取られた。
新井真央（あらい まお）
声：生天目仁美
恵林堂医科大学病院の外科及び脳外科医。一心に余命1年の告知をした担当師。幽霊調査の依頼人。
間宮佳子（まみや よしこ）
声：下屋則子
榊原教授の娘。12歳。旧姓は榊原で、両親が離婚後に母方に引き取られた。一心と奈緒が病院で知り合った入院中の少女で、後に奈緒の友達となる。移植手術を行わないと余命半年の命。先天的に魂が抜けやすい体質で、強い感情を持ったときに彼女の生霊が夜な夜な入院患者の前に現れて「何時死ぬの」かを尋ね歩いた。患者の誰かが死んで、その臓器が移植されれば自分は死なずに済む、そんな強い思いが本人も自覚がないまま魂が抜けるという現象を引き起こした。普段は車椅子で、病院の庭で本を読んでいる。本や花が好き。八雲が臓器提供に同意したあと無事に移植手術を終えた。
佐藤耕平（さとう こうへい）
声：浦山迅
佳子の生霊に付き纏れた病院の入院患者。

外伝 SECRET FILES絆
高岸明美（たかぎし あけみ）
5年前に亡くなった八雲の中学時代の担任であり、奈緒の実母。梓同様両目の赤い男に強姦され奈緒と悠太を出産する。八雲を心の底から心配し、昔家庭教師をしてもらっていた一心に恋心を抱いていた。その後一心にプロポーズされ結婚を誓うが、ある事件に巻き込まれ命を落としてしまう。彼女は最期まで八雲に感謝していた。アニメ版では「つながる想い〜縁〜」に登場するが本人は登場しない。
佐知子（さちこ）

第七巻 魂の行方
由美子（ゆみこ）
大森真人の転校先での友達。凛の幽霊に取り付かれた。
若林（わかばやし）
長野署の刑事。由美子の親戚で、由美子を助けるために、管轄の異なる後藤に事件の情報を伝える。
栗田（くりた）
長野署の警官で、若林の部下。
凛（りん）
八雲の祖母、両目の赤い男の母親。息子を連れて村に流れてきた。しかし、周囲に"鬼女"と呼ばれ、拷問や蹂躙の果てに惨殺された。彼女の死と額に角に見える角質があり、目が赤かったことなどから鬼と呼ばれ虐げられたことが両目の赤い男の価値観に大きな影響を与え、後に母を惨殺した2人の人物を殺害することに至り、孫にあたる八雲にまで因果が及ぶこととなる。

第八巻 失われた魂
夏目 葉子（なつめ ようこ）
西多摩署の刑事。8巻の事件で石井と組まされるが、本人は男性を毛嫌いしており、当初は石井に対して突き放すような態度だった。実は七瀬美雪に唆されて恋人の女性を殺された復讐に殺人に手を染めて八雲に濡れ衣を着せた真犯人であり、恋人が強姦された挙げ句に妊娠・出産した上で殺され、死後は呪われた種でも我が子である娘に復讐をさせようとしたことまでは知らなかった。

外伝 ANOTHER FILES いつわりの樹
望月利樹（もちづき としき）
後藤の部下・石井の同級生で彼をイジメていた。事故死したと思っていた元カノの由香里の魂に憑依された婚約者・優子の手で殺されたショックで現世に留まってしまうが、真相を知り石井に対する謝罪の言葉を八雲に託して成仏した。
箕輪優子（みのわ ゆうこ）
両親の離婚により母の旧姓「箕輪」を名乗っているが、婚約者・望月の元カノの1歳年下の実妹。望月が密かに自身に心変わりしたことで別れ話を持ち出された姉により家でも学校でも虐待され、石井が望月に命令されて由香里に会った日に姉を石段から突き落として殺した。
小阪由香里（こさか ゆかり）
石井と妹を虐待して喜んでいた女子生徒。恋人の望月が妹に心変わりしたことを知り、仲の良かった妹を虐待したことで恨みを買い殺されてしまう。望月が自身を殺したと思い込んで妹に憑依して彼を殺したが、その直後に優子が真犯人だと知り晴香の友人に憑依して優子を殺そうと企んだ。しかし、八雲に自身の他者をいたぶって喜ぶ愚挙がそもそもの原因だと諭され妹に対する謝罪の言葉を残して成仏した。

第九巻 救いの魂
蒼井秀明（あおい ひであき）
霊が視える義妹・優花を守るため、自身が視えると周囲に吹聴して高校時代に八雲の顰蹙を買った。優花の実父が殺害された事件で彼女が犯人だと思い込んで証拠隠滅等々を行って事件を混乱させ、その挙げ句に真相に近づいた八雲を拉致して青木ヶ原樹海に放置したことで霊視能力が無いことが八雲以外の人間にも露見した。証拠隠滅による事件の混迷化を招いたとして逮捕されることになる。
蒼井優花（あおい ゆうか）
秀明の父と再婚した香織の連れ子。母と義父を事故で死なせたばかりか川に沈めた犯人だと出頭した人物が息子を庇っていることに気づいて真犯人に誘拐されるが、八雲と後藤に救出された。実父を利用するために自身を人質にしようとした教祖と実父との口論を止めようとして突き飛ばされて頭を打ち意識を失い、さらには自身を殺人犯だと誤解した義兄の証拠隠滅や八雲拉致等を必死に止めようと幽体離脱していて死にかけるも八雲が真相を明らかにして無実を義兄に教えてくれたので覚醒した。

### その他の登場人物
以下の記載はテレビアニメ版によるもの。
開かずの間（第1話）
市橋 祐一（いちはし ゆういち）
声：鷹嘴翼 / 演：尾嶋直哉
晴香の親友で、旧校舎の開かずの間に入り肝試しした一人。悪霊に取り付かれ電車の飛び込み自殺したかに見えたが、実際には高岡に自殺と見せかけて殺害された。
ドラマ版では奥山警部に殺害され自宅で首吊り死体で見つかる。
中村 一彦（なかむら かずひこ）
晴香の親友で、旧校舎の開かずの間に入り肝試しした一人。悪霊に取り付かれビルからの飛び降り自殺したかに見えたが、実際には高岡に自殺と見せかけて殺害された。
ドラマ版では奥山警部に殺害され川で溺死体で見つかる。
高岡（たかおか）
声：桐本琢也
旧校舎管理責任者。旧校舎の開かずの間に侵入した者を殺害してきた連続殺人犯。女性達を殺害し晴香の友達を自殺に見せかけて殺害した。最後は八雲の赤い瞳に恐怖に慄き逃げ出したところで後藤刑事に逮捕された。
ドラマ版では犯罪は犯していない（殺人犯は奥山警部に変わっている）。
奥山 一徳（おくやま かずのり）
ドラマ版に登場。警部。後藤の同期でエリート刑事。由利の不倫相手。由利との恋愛の縺れから突発的な事故で由利を殺害したと思い込み旧校舎の開かずの間に遺体（この時点では由利は死んでいなかった）を隠す。校舎の取り壊しを聞き遺体を移動している途中に肝試しに来た美樹達にデジカメで撮られてしまったことで、証拠隠滅のためにデジカメを奪うと2人を殺害する。幽霊を信じず八雲達を見下す癖があったが、八雲から由利の話を聞くと己の罪を認め自ら命を絶った。
篠原 由利（しのはら ゆり）
ドラマ版に登場。奥山警部の不倫相手で、妊娠していた。奥山警部との恋愛の縺れから突発的な事故で命を落とす。死後は一時的に美樹に憑依し奥山警部に殺人を繰り返さないようにと八雲に訴えた。

白狐の祟り（第2話）
入江 徹雄（いりえ てつお）
声：飯塚昭三、酒巻光宏（少年時代）
建設会社の会長。老い先短い命で、車椅子生活をしている。少年のころに恋人の国子（くにこ）と駆落ちを考えるが、彼が頼んだ店の若い奉公人の伝言ミスで、玉塚稲荷の東と西で互いに待つようになる。徹雄は奉公人の伝言ミスに気づくが、身分の違い過ぎから負い目もあり自分から動かずに彼女が来るのを待ったが、彼女は待ち合わせ場所が間違いに気づくことなかった。それから国子は親が決めた相手と結婚したが、結核を患い子供を生んでから半年経たずに病死した。国子が亡くなった後も意地の張り合いで素直になれなかった自分に後悔の日々を持ち続け過去を清算するために玉塚稲荷のビル建設計画を進めようとした。晴香らの助力で稲荷神社の約束の場に霊となった国子と再会し彼女を成仏へと導いた。そしてビル建設計画を白紙にした。
国松 伸司（くにまつ しんじ）
声：石森達幸、堂坂晃三（少年時代）
入江の秘書。稲荷神社のビル建設計画の反対派で、裏で祟りを偽装して工事を中止に追い込もとしたが、全ては入江のことを考えてのことだった。昔は入江会長を「てっちゃん」と呼んでいた。
マサオカ キミエ
国子の孫娘。調査の依頼人。祖母の国子が残した日記を見て玉塚稲荷に出向き国子の幽霊を目撃した。

トンネルの闇（第3話）
ドラマ版でのサブタイトルは『闇のトンネル』。
中原 達也（なかはら たつや）
声：立花慎之介
うどん屋の副店長。晴香のバイト先の上司。一見誠実に見えるが自分が助かるためなら手段を問わない。事故を隠蔽するために被害者の児童を殺害し地中に埋めた。そして整備士のハヤミトオルに車の修理を依頼した。後に児童の霊に取り付かれ恐怖の死のドライブを味わうことになるが、後藤刑事のドライブテクニックで命を救われた直後逮捕された。
ドラマ版では児童と女子大生の佐藤理恵子（享年22）を轢いてしまう。チャラ男で、喧嘩早いが、霊に取り付かれるような話になると臆病になる一面がある。
ハヤミ トオル
自動車工場の経営者。38歳。達也の友人。金さえ渡せば、どんな訳有り車でも修理を請け負う男。当初は児童殺害の犯人と思われ警察に逮捕された。
ドラマ版では被害者の児童を地中に埋めた人物が達也ではなくトオルに変わっている。

格安の物件（第6話）
伊達 翔太（だて しょうた）
声：鈴木恭輔
明政大学2年生。晴香の先輩。希実子の幽霊が出る格安物件の調査の依頼人。
塩原 希実子（しおばら きみこ）
市立世田谷図書館の元社員。生前は真面目でオシャレとは無縁の地味な少女と思われていたが、人前では堂々とオシャレが出来ない人であった。1年前に循環器系の持病で、自宅にて病死した。そして地縛霊となって家に住み着いた。オシャレした姿の写真を晴香が炎で彼女に送ったことで成仏した。
服部（はっとり）
声：金光宣明
不動産の従業員。翔太に格安物件を提供した。曰く付きの物件にはホトホト困り果てていた。
豊子（とよこ）
声：寺谷美香
市立世田谷図書館の社員。希実子の元同僚で、彼女を何かと気に掛けていた。希実子を「きみちゃん」呼んでいた。

## シリーズ一覧

### 本編
全12巻。挿画は単行本が加藤アカツキ、文庫本が鈴木康士、文庫本完全版がyoco。文庫本はすべてに晴香と八雲のショートショートストーリーを収録。
1. 『心霊探偵八雲 赤い瞳は知っている』
  - 単行本：2004年10月5日初版第1刷発行、文芸社、ISBN 4-8355-8344-2
  - 文庫本：2008年3月25日発売[5]、角川文庫、ISBN 978-4-04-388701-9
  - 文庫本【完全版】：2024年6月14日発売[6]、講談社文庫、ISBN 978-4-06-536150-4
2. 『心霊探偵八雲2 魂をつなぐもの』
  - 単行本：2005年3月15日初版第1刷発行、文芸社、ISBN 4-8355-9104-6
  - 文庫本：2008年6月25日発売[7]、角川文庫、ISBN 978-4-04-388702-6
  - 文庫本【完全版】：2024年8月9日発売[8]、講談社文庫、ISBN 978-4-06-536709-4
3. 『心霊探偵八雲3 闇の先にある光』
  - 単行本：2005年7月15日初版第1刷発行、文芸社、ISBN 4-286-00001-X
  - 文庫本：2008年9月25日発売[9]、角川文庫、ISBN 978-4-04-388703-3
  - 文庫本【完全版】：2024年12月13日発売[10]、講談社文庫、ISBN 978-4-06-537891-5
4. 『心霊探偵八雲4 守るべき想い』
  - 単行本：2005年11月10日初版第1刷発行、文芸社、ISBN 4-286-00008-7
  - 文庫本：2009年2月25日発売[11]、角川文庫、ISBN 978-4-04-388704-0
  - 文庫本【完全版】：2025年6月13日発売[12]、講談社文庫、ISBN 978-4-06-538963-8
5. 『心霊探偵八雲5 つながる想い』
  - 単行本：2006年3月15日初版第1刷発行、文芸社、ISBN 4-286-00002-8
  - 文庫本：2009年6月18日発売[13]、角川文庫、ISBN 978-4-04-388705-7
6. 『心霊探偵八雲6 失意の果てに』
  - 単行本：2006年12月20日初版第1刷発行、文芸社、ISBN 4-286-00004-4
  - 文庫本【上】：2010年9月25日発売[14]、角川文庫、ISBN 978-4-04-388709-5
  - 文庫本【下】：2010年9月25日発売[15]、角川文庫、ISBN 978-4-04-388710-1
7. 『心霊探偵八雲7 魂の行方』
  - 単行本：2008年3月20日初版第1刷発行、文芸社、ISBN 978-4-286-04855-0
  - 文庫本：2011年10月25日発売[16]、角川文庫、ISBN 978-4-04-388711-8
8. 『心霊探偵八雲8 失われた魂』
  - 単行本：2009年8月31日初版第1刷発行、文芸社、ISBN 978-4-286-08126-7
  - 文庫本：2012年8月25日発売[17]、角川文庫、ISBN 978-4-04-100478-4
9. 『心霊探偵八雲9 救いの魂』
  - 単行本：2012年3月26日発売[18]、角川書店、ISBN 978-4-04-110068-4
  - 文庫本：2014年12月25日発売[19]、角川文庫、ISBN 978-4-04-101945-0
10. 『心霊探偵八雲10 魂の道標』
  - 単行本：2017年3月31日発売[20]、KADOKAWA、ISBN 978-4-04-101350-2
  - 文庫本：2019年3月23日発売[21]、角川文庫、ISBN 978-4-04-107672-9
11. 『心霊探偵八雲11 魂の代償』
  - 単行本：2019年3月30日発売[22]、KADOKAWA、ISBN 978-4-04-107674-3
  - 文庫本：2021年10月21日発売[23]、角川文庫、ISBN 978-4-04-111898-6
12. 『心霊探偵八雲12 魂の深淵』
  - 単行本：2020年6月25日発売[24]、KADOKAWA、ISBN 978-4-04-109181-4
  - 文庫本：2022年5月24日発売[25]、角川文庫、ISBN 978-4-04-112163-4

### 本編（新シリーズ）
挿画は遠田志帆。
1. 『新 心霊探偵八雲 赤眼の呪縛』
  - 単行本：2024年6月26日発売[26]、講談社、ISBN 978-4-06-535934-1
2. 『新 心霊探偵八雲2 青藍の呪物』
  - 単行本：2025年5月28日発売[27]、講談社、ISBN 978-4-06-538379-7

### SECRET FILES
挿画は単行本が加藤アカツキ、文庫本が鈴木康士。
- 『心霊探偵八雲 SECRET FILES 絆』
  - 単行本：2007年6月1日初版第1刷発行、文芸社、ISBN 978-4-286-00006-0
  - 文庫本：2009年10月24日発売[28]、角川文庫、ISBN 978-4-04-388706-4

### ANOTHER FILES
すべて角川文庫。挿画は鈴木康士。
- 『心霊探偵八雲 ANOTHER FILES いつわりの樹』2013年7月25日発売[29]、ISBN 978-4-04-100911-6
- 『心霊探偵八雲 ANOTHER FILES 祈りの柩』2014年6月20日発売[30]、ISBN 978-4-04-101773-9
- 『心霊探偵八雲 ANOTHER FILES 裁きの塔』2015年9月24日発売[31]、ISBN 978-4-04-103365-4
- 『心霊探偵八雲 ANOTHER FILES 亡霊の願い』2017年2月25日発売[32]、ISBN 978-4-04-104236-6
- 『心霊探偵八雲 ANOTHER FILES 嘆きの人形』2018年7月24日発売[33]、ISBN 978-4-04-107013-0
- 『心霊探偵八雲 ANOTHER FILES 沈黙の予言』2020年3月24日発売[34]、ISBN 978-4-04-109120-3

### INITIAL FILE
挿画は遠田志帆。神永の著作『確率捜査官 御子柴岳人』とのクロスオーバー作品。
- 『心霊探偵八雲 INITIAL FILE 魂の素数』
  - 単行本：2021年12月8日発売[35]、講談社、ISBN 978-4-06-525714-2
  - 単行本【特装版】：2021年12月8日発売、講談社、ISBN 978-4-06-526579-6 - 特装版限定で書下ろしオリジナルショートストーリー付[36]
  - 文庫本：2023年11月15日発売[37]、講談社文庫、ISBN 978-4-06-533845-2
- 『心霊探偵八雲 INITIAL FILE 幽霊の定理』
  - 単行本：2022年11月30日発売[38]、講談社、ISBN 978-4-06-529593-9
  - 文庫本：2024年3月15日発売[39]、講談社文庫、ISBN 978-4-06-534746-1

### 青の呪い
挿画はNey。講談社文庫50周年記念特別書下ろし。八雲の高校生編。
- 『青の呪い 心霊探偵八雲』 2021年12月15日発売[40]、講談社文庫、ISBN 978-4-06-526410-2

### 関連書籍
- 『心霊探偵八雲 赤い事件ファイル』 - 初のファンブック。
  - 単行本：2010年6月9日発売[41]、宝島社、ISBN 978-4-7966-7735-6
  - 文庫本：2011年9月6日発売[42]、宝島社文庫、ISBN 978-4-7966-8590-0
- 『カドカワキャラクターズ ノベルアクト 1』2010年9月22日発売[43]、角川書店、ISBN 978-4-04-874107-1 - 特集：心霊探偵八雲＆神永学。
- 『心霊探偵八雲 いつわりの樹 ILLUSTRATED EDITION』 - 舞台用脚本となった『いつわりの樹』を新聞連載時の原稿そのままに、鈴木康士のイラストを収録。
  - 単行本：2013年7月24日発売[44]、角川書店、ISBN 978-4-04-110496-5
  - 文庫本：2022年11月22日発売[45]、角川文庫、ISBN 978-4-04-112921-0
- 『心霊探偵八雲 Short Stories』2022年2月22日発売[46]、角川文庫、ISBN 978-4-04-109-880-6
- 『心霊探偵八雲 COMPLETE FILES』 - 八雲完結記念。
  - 単行本：2020年6月25日発売[47]、KADOKAWA、ISBN 978-4-04-109412-9
  - 文庫本：2022年5月24日発売[48]、角川文庫、ISBN 978-4-04-112212-9

### その他
- 『小沢春香のネックレス』2020年11月13日発売[49]（2022年8月再販[50]）、カドカワストア限定。小沢春香イメージのネックレスの商品化。書下ろしSS小冊子付。
- 『心霊探偵八雲 コレクションBOX』2022年8月発売[50]、カドカワストア限定。文庫シリーズ12巻（13冊）が収まる収納BOXに書下ろしSS小冊子付。

## 漫画

### 別冊花とゆめ
『別冊花とゆめ』（白泉社）にて2007年5月号から2008年3月号まで連載された。作画は都戸利津。コミックスは全2巻。
原作第1巻の『赤い瞳は知っている』に沿ったもので、「開かずの間」・「トンネルの闇」・「死者からの伝言」の3つのストーリーをそれぞれ3回ずつ描いた全9話構成。
原作にはないオリジナルシーンがいくつか追加されている。
なお原作者の神永学は、『別冊花とゆめ』2008年1月号のインタビューで、都戸が描いたバッグを持っている晴香のキャラクターデザインを見て、女性は外出する際には必ずバッグを持っているものだと気付かされ、それ以来女性のファッションを特に意識して書くようになったと語っている。
また、タイ、韓国、中国、イタリア、台湾語などで翻訳出版されている。
- 神永学（原作） / 都戸利津（作画） 『心霊探偵 八雲 ～赤い瞳は知っている～』 白泉社〈花とゆめコミックススペシャル〉、全2巻
  1. 2007年11月19日発売、ISBN 978-4-592-18775-2
  2. 2008年3月19日発売、ISBN 978-4-592-18776-9

### 月刊Asuka
『月刊Asuka』（角川書店）にて2009年8月号から2016年8月号まで連載された。作画は小田すずか。単行本は全14巻。
原作第1巻『赤い瞳は知っている』の「開かずの間」に沿っており、上記漫画化と同じく原作にないシーンがいくつか追加されている。
また、コミカライズ記念として袋とじ企画「心霊探偵調査報告八雲録」と読者参加企画「開かずの間の真相を追え！犯人はお前だ！！クイズ」が同時進行。
タイ、韓国、中国、イタリア、ドイツ、インドネシア、フランス、ポルトガル語などで翻訳出版されている。
- 神永学（原作） / 小田すずか（作画） 『心霊探偵八雲』 角川書店→KADOKAWA〈あすかコミックスDX〉、全14巻
  1. 2009年10月21日発売[51]、ISBN 978-4-04-854386-6
  2. 2010年3月19日発売[52]、ISBN 978-4-04-854432-0
  3. 2010年9月22日発売[53]、ISBN 978-4-04-854532-7
  4. 2010年12月22日発売[54]、ISBN 978-4-04-854572-3
  5. 2011年5月21日発売[55]、ISBN 978-4-04-854633-1
  6. 2011年10月21日発売[56]、ISBN 978-4-04-854701-7
  7. 2012年2月22日発売[57]、ISBN 978-4-04-120194-7
  8. 2012年10月24日発売[58]、ISBN 978-4-04-120262-3
  9. 2013年3月22日発売[59]、ISBN 978-4-04-120654-6
  10. 2013年9月21日発売[60]、ISBN 978-4-04-120858-8
  11. 2014年3月26日発売[61]、ISBN 978-4-04-121077-2
  12. 2014年9月26日発売[62]、ISBN 978-4-04-102217-7
  13. 2016年1月26日発売[63]、ISBN 978-4-04-102856-8
  14. 2016年9月26日発売[64]、ISBN 978-4-04-104800-9

### カドコミ
『心霊探偵八雲 INITIAL FILE 思考のバイアス』が『カドコミ』にて2025年6月6日から連載されている。作画は小田すずか。『心霊探偵八雲 INITIAL FILE』を原作とした内容が描かれている。

## テレビドラマ
2006年4月3日から同年6月26日までテレビ東京（関東ローカル）で放送。2006年10月11日より、ミステリチャンネルで放送。2006年11月17日から2007年2月16日までYahoo!動画で無料配信された。原作の1巻、2巻のストーリーを基にしたドラマオリジナルストーリーで展開。

### キャスト
- 斉藤八雲 - 與真司郎
- 小沢晴香 - 石井めぐる
- 土方真琴 - 石坂ちなみ
- 後藤和利 - 山崎直樹
- 石井雄太郎 - 田辺伸之助
- 島村恵里子 - 中村綾
- 井上麻美 - 長澤奈央

### スタッフ
- 制作プロダクション - トルネード・フィルム
- 企画・製作 - フォーサイド・ドット・コム
- 脚本・編集・監督 - 山本清史、寺内幸太郎

### サブタイトル
1. 飛び降りる女①
2. 飛び降りる女②
3. 飛び降りる女③
4. 飛び降りる女④
5. 赤い邂逅
6. 少女①
7. 少女②
8. 少女③
9. 少女④
10. 開かずの間①
11. 開かずの間②
12. 闇のトンネル①
13. 闇のトンネル②

| テレビ東京 月曜26:00 - 26:30                    | テレビ東京 月曜26:00 - 26:30                   | テレビ東京 月曜26:00 - 26:30                 |
| 前番組                                          | 番組名                                         | 次番組                                       |
| ----------------------------------------------- | ---------------------------------------------- | -------------------------------------------- |
| トランス☆LOVER （2006年1月9日 - 2006年3月27日） | 心霊探偵 八雲 （2006年4月3日 - 2006年6月26日） | GiRLS LoVER （2006年7月3日 - 2006年9月25日） |

## 舞台版

### 心霊探偵八雲 いつわりの樹
舞台版「心霊探偵八雲 いつわりの樹」2008年3月6日 - 13日、青山円形劇場にて上演。（11ステージ）
ストーリーは原作者自ら脚本も担当した書き下ろしのオリジナル。
キャスト
- 斉藤八雲 - 河合龍之介
- 小沢晴香 - 岡あゆみ
- 石井雄太郎 - 佐野大樹
- 後藤和利 - 斉木テツ
- 箕輪優子/小阪由香里 - 別府あゆみ
- 木村麻衣 - 大久保綾乃
- 松田俊一 - 宮内大
- 望月利樹 - 安井順平
- 男/警官 - 澤原崇

ほか

スタッフ
- 脚本 - 神永学
- 演出 - 黒川竹春
- 音楽 - quaff
- 主催 - 文芸社
- 企画 - TRICICLO（とりしーくろ）
- 制作 - オフィス・REN
- 後援 - 文化放送

### 心霊探偵八雲 魂のささやき
2009年6月19日 - 28日、紀伊國屋サザンシアターにて上演。（13ステージ）
ストーリーは原作者自ら脚本も担当した書き下ろしのオリジナル。
キャスト
- 斉藤八雲 - 中村誠治郎
- 小沢晴香 - 岡あゆみ
- 石井雄太郎 - 佐野大樹
- 後藤和利 - 城全能成
- 真城正義 - 小野健太郎
- 宮野冬美 - 真山奈緒
- 真城芳恵 - 星ようこ
- 真城晴生 - 水内清光
- 男/警官 - 澤原崇
- 秋本綾子 - 葉山レイコ
- 真城義弘 - 不明

スタッフ
- 脚本 - 神永学
- 演出 - 黒川竹春
- 音楽 - quaff
- 制作 - オフィス・REN
- 協力 - 新潮社、角川映画、紀伊國屋書店
- 協賛 - 文芸社、角川書店
- 主催 - シン×クロ

### 心霊探偵八雲 魂をつなぐもの
2010年12月11日 - 19日、紀伊國屋サザンシアターにて上演。（12ステージ）
ストーリーは初の原作舞台化。
キャスト
- 斉藤八雲 - 中村誠治郎
- 小沢晴香 - 松本若菜
- 石井雄太郎 - 佐野大樹
- 土方真琴 - 真山奈緒
- 安藤聖 - 小島裕
- 警官 - 澤原崇
- 内山孝輔 - 黒岩拓朗
- 内山亜矢香 - 馬場野々香
- 井手内 - 針金信輔
- 後藤和利 - 鈴木省吾
- 両眼の赤い男 - 横井伸明
- 木下英一 - 林修司

スタッフ
- 原作 - 神永学
- 脚本 - 神永学、丸茂周
- 演出 - 黒川竹春
- 音楽 - quaff/真貴人
- 制作 - オフィス・REN
- 協賛 - 文芸社、角川書店
- 主催 - シン×クロ

### 心霊探偵八雲 いつわりの樹（再演）
舞台版「心霊探偵八雲 いつわりの樹」（再演） 2013年8月21日 - 28日、青山円形劇場にて上演。（12ステージ）
ストーリーは原作者自ら脚本も担当した書き下ろしのオリジナル。2008年に青山円形劇場にて上演された本作品を、メインキャストを一新して再演。
キャスト
- 斉藤八雲 - 久保田秀敏
- 小沢晴香 - 清水富美加
- 石井雄太郎 - 佐野大樹
- 後藤和利 - 東地宏樹
- 箕輪優子/小阪由香里 - 平田裕香
- 木村麻衣 - 野村真由美
- 松田俊一 - 寿里
- 望月利樹 - 三浦力
- 男/警官 - 菅野勇城

ほか

スタッフ
- 原作 - 神永学「心霊探偵八雲」シリーズ（株式会社KADOKAWA：角川書店刊）
- 脚本 - 神永学、丸茂周
- 演出 - 伊藤マサミ（bpm／進戯団 夢命クラシックス）
- 制作・主催 - シン×クロ、ネルケプランニング
- 協賛 - KADOKAWA

### 心霊探偵八雲 祈りの柩
舞台版「心霊探偵八雲 祈りの柩」2015年2月11日 - 22日、新国立劇場 小劇場にて上演、2015年2月27日 - 3月1日、ABCホールにて上演。
キャスト
- 斉藤八雲 - 久保田秀敏
- 小沢晴香 - 美山加恋
- 石井雄太郎 - 佐野大樹
- 後藤和利 - 東地宏樹
- 土方真琴 - 樋口智恵子
- 宇都木賢人 - 安西慎太郎
- 戸塚貴俊 - 石渡真修
- 織田亮 - 東啓介
- 宇都木久美 - 齊藤来未子
- 佐和子 - 北原沙弥香
- 桐野光一 - 高橋広樹

ほか
スタッフ
- 原作 - 神永学「心霊探偵八雲」シリーズ（株式会社KADOKAWA：角川書店刊）
- 脚本 - 神永学、丸茂周
- 演出 - 伊藤マサミ（bpm／進戯団 夢命クラシックス）
- 制作・主催 - シン×クロ、ネルケプランニング
- 協賛 - KADOKAWA

### 心霊探偵八雲 裁きの塔
舞台版「心霊探偵八雲 裁きの塔」2017年5月31日 - 6月11日、品川プリンスホテル クラブeXにて上演、2017年6月16日 - 6月18日、大阪ビジネスパーク 円形ホールにて上演。
｢ANOTHER FILES｣舞台化最終章。過去2作品で八雲を演じた久保田秀敏が演じるラスト八雲として、最終章特別企画ファン感謝イベント（2017年5月13日、大阪ビジネスパーク円形ホール）も開催。
登場キャラクターの小野寺について当初名字のみだったが上演期間中のアフタートークイベント(6月9日)内で命名
キャスト
- 斉藤八雲 - 久保田秀敏
- 小沢晴香 - 美山加恋
- 桜井樹 - 水石亜飛夢
- 西澤保伸 - 北園涼
- 瀬尾稔 - 田中涼星
- 土方真琴 - 樋口智恵子
- 小池花苗 - 今村美歩
- 恩田秀介 - 石坂勇
- 石井雄太郎 - 佐野大樹
- 小野寺桂司 - OH-SE(電撃チョモランマ隊)
- 後藤和利 - 東地宏樹
- 森田晋平・一岡亮多

スタッフ
- 原作 - 神永学「心霊探偵八雲」シリーズ（株式会社KADOKAWA：角川書店刊）
- 脚本 - 神永学、丸茂周
- 演出 - 伊藤マサミ（bpm／進戯団 夢命クラシックス）
- 主催 - シン×クロ、ネルケプランニング
- 協賛 - KADOKAWA

### 心霊探偵八雲 思考のバイアス
特殊ミステリー歌劇「心霊探偵八雲」-思考のバイアス- 2023年3月2日 - 21日、Mixalive TOKYO Theater Mixaにて上演。
前回までの舞台版とは内容を一新し、ミュージカル形式で展開された。
キャスト
- 斉藤八雲 - 後藤大
- 御子柴岳人 - 笹森裕貴
- 矢口 - 永田聖一朗
- 飯塚皇翔 - 井阪郁巳
- 中谷 - 健人
- 右手川 - 吉澤翼
- 左近字 - 長塚拓海
- 花菱 - 江副貴紀
- 角田 - Rayshy
- 丸山 - 轟大輝
- 水川 - 齋藤かなこ
- 亜紀 - 菊池和澄
- 飯塚万里 - 阿部紗英
- 後藤和利 - 立花裕大
- 御子柴岳彦 - 佐野大樹（友情出演）

スタッフ
- 原作 - 神永学 「心霊探偵八雲 INITIAL FILE 魂の素数」（講談社刊）
- 脚本・演出 - 三浦香
- 作詞 - 堤泰之、三浦香
- 音楽 - KYOHEI
- 振付 - IYO-P
- 制作 - ネルケプランニング
- 協賛 - ローチケ
- 協力 - 日本2.5次元ミュージカル協会
- 主催 - 歌劇「心霊探偵八雲」製作委員会

### 心霊探偵八雲 呪いの解法
特殊ミステリー歌劇「心霊探偵八雲」-呪いの解法- 2024年2月21日 - 3月3日、品川プリンスホテル クラブeX
特殊ミステリー歌劇「心霊探偵八雲」としては第2弾。前作同様、歌と踊りが盛り込まれたミュージカル形式。
キャスト
- 斉藤八雲 - 後藤大
- 御子柴岳人 - 笹森裕貴
- 矢口皇聖 - 永田聖一朗
- 水川栞 - 齋藤かなこ
- 白井解 - 土屋直武
- 松永弦太 - 前田隆太朗
- 川端上也 - 広井雄士
- 前山田アンカ - 髙橋美海
- 横澤健一 - 小黒直樹
- 矢口更紗 - 髙橋果鈴
- 塩谷冨美香 - 橘二葉
- 縦川雅巳 - 福島海太
- 右手川雷人 - 吉澤翼
- 左近字宗介 - 長塚拓海
- 七目秀樹 - 鎌苅健太
- 前山田⼀歩 - 田中涼星
- 御子柴岳彦 - 佐野大樹(友情出演)

スタッフ
- 原作：神永学 「心霊探偵八雲 INITIAL FILE 魂の素数」（講談社刊）
- 脚本・演出：三浦香
- 作詞：堤泰之、三浦香
- 音楽：KYOHEI
- 振付：IYO-P
- 制作 - ネルケプランニング
- 協賛 - ローチケ
- 協力 - 日本2.5次元ミュージカル協会
- 主催 - 歌劇「心霊探偵八雲」製作委員会

## ドラマCD
2009年11月26日フロンティアワークスより発売。
原作第一巻『赤い瞳は知っている』をドラマCD化。ジャケットイラストは「月刊Asuka」にて同作を連載中の小田すずか。
声の出演
- 斎藤八雲 - 小野大輔
- 小沢晴香 - 平野綾
- 後藤和利 - 東地宏樹
- 斎藤一心 - 成田剣

2010年12月15日には、原作ストーリー『死者からの伝言』がflying DOGから発売された。

## テレビアニメ
2010年10月から12月までNHK BS2にて放送された。原作の1巻、2巻、5巻、6巻のストーリーを基にしたアニメオリジナルストーリーで展開。

### 声の出演
- 斉藤八雲 - 小野大輔
- 小沢晴香 - 藤村歩
- 後藤和利 - 東地宏樹
- 石井雄太郎 - 川島得愛
- 斉藤一心 - 関俊彦
- 斉藤奈緒 - 小清水亜美
- 畠秀吉 - 納谷六朗
- 両目の赤い男（斉藤雲海） - 高瀬右光
- 七瀬美雪（星野由紀子） - 柚木涼香
- 土方真琴 - 豊口めぐみ
- 宮川恵理子（原作では宮川英也） - 皆川純子

### スタッフ（テレビアニメ）
- 原作 - 神永学[4]
- キャラクター原案 - 小田すずか[4]
- 監督 - 黒川智之[4]
- シリーズ構成・脚本 - 川崎ヒロユキ[4]
- キャラクターデザイン - 芝美奈子[4]
- 美術監督 - 朝倉千登勢
- 色彩設計 - 小島真喜子[4]
- 撮影監督 - 堀内美咲[4]
- 編集 - 黒澤雅之[4]
- 音響監督 - 高寺たけし[4]
- 音楽 - R・O・N[4]
- プロデューサー - 末川研
- アニメーションプロデューサー - 村岡秀昭[4]
- 制作統括 - 斉藤健治[4]、横尾堅示[4]
- アニメーション制作 - ビィートレイン[4]
- 制作 - 総合ビジョン[4]
- 制作・著作 - NHK[4]

### 主題歌
オープニングテーマ
「Key -Phase1-」（第1話 - 第3話）
「Key -Phase2-」（第4話 - 第6話）
「Key -Phase3-」（第7話 - 第13話）
作詞 - 酒井ミキオ / 作曲・編曲 - R・O・N / 歌 - Jangled Cat（小野大輔）
エンディングテーマ
「Missing You」
作詞・作曲 - 小峰理紗 / 編曲 - 窪田ミナ / 歌 - コミネリサ

### 各話リスト
| 話数    | サブタイトル            | 絵コンテ       | 演出           | 作画監督   | 総作画監督 | 放送日         |
| ------- | ----------------------- | -------------- | -------------- | ---------- | ---------- | -------------- |
| FILE 01 | 開かずの間              | 黒川智之       | 黒川智之       | 天﨑まなむ | 番由紀子   | 2010年 10月3日 |
| FILE 02 | 白狐の祟り              | モリヲカヒロシ | モリヲカヒロシ | 渡辺亜彩美 | 番由紀子   | 10月10日       |
| FILE 03 | トンネルの闇            | 澤井幸次       | 澤井幸次       | 紋地笙     | 番由紀子   | 10月17日       |
| FILE 04 | 魂をつなぐもの 〜憑依〜 | 山本秀世       | 山本秀世       | 佐々木睦美 | 天﨑まなむ | 10月24日       |
| FILE 05 | 魂をつなぐもの 〜蘇生〜 | 川面真也       | 平田豊         | 樋口香里   | 番由紀子   | 10月31日       |
| FILE 06 | 格安の物件              | モリヲカヒロシ | 吉本毅         | 天﨑まなむ | -          | 11月7日        |
| FILE 07 | つながる想い 〜罠〜     | 澤井幸次       | 澤井幸次       | 渡辺亜彩美 | 番由紀子   | 11月14日       |
| FILE 08 | つながる想い 〜縁〜     | 山本秀世       | 平田豊         | 紋地笙     | 天﨑まなむ | 11月21日       |
| FILE 09 | つながる想い 〜光〜     | モリヲカヒロシ | モリヲカヒロシ | 佐々木睦美 | 番由紀子   | 11月28日       |
| FILE 10 | 失意の果てに 〜告知〜   | 山本秀世       | 吉本毅         | 天﨑まなむ | -          | 12月5日        |
| FILE 11 | 失意の果てに 〜凶刃〜   | 澤井幸次       | 澤井幸次       | 渡辺亜彩美 | 番由紀子   | 12月12日       |
| FILE 12 | 失意の果てに 〜憎悪〜   | 澤井幸次       | 平田豊         | 遠藤大輔   | 天﨑まなむ | 12月19日       |
| FILE 13 | 失意の果てに 〜久遠〜   | 黒川智之       | 黒川智之       | 佐々木睦美 | 番由紀子   | 12月26日       |

### 放送局
| 放送地域 | 放送局   | 放送期間                       | 放送日時                                                                                                   | 備考                 |
| -------- | -------- | ------------------------------ | --- | -------------------- |
| 日本全域 | NHK BS2  | 2010年10月3日 - 12月26日       | 日曜 23時00分 - 23時25分                                                                                   | 「衛星アニメ劇場」枠 |
| 日本全域 | NHK BShi | 2010年12月31日                 | 金曜 23時45分 - 29時10分                                                                                   | 全話一挙放送         |
| 日本全域 | NHK総合  | 2011年2月5日 - 2月19日         | 土曜 24時50分 - 27時00分（2月5日） 土曜 24時50分 - 26時35分（2月12日） 土曜 24時50分 - 26時30分（2月19日） | 集中放送             |
| 日本全域 | NHK総合  | 2011年10月31日 - 2012年2月20日 | 月曜 25時05分 - 25時30分                                                                                   | 実質再放送           |

| NHK BS2 衛星アニメ劇場 日曜 23:00 - 23:25枠 | NHK BS2 衛星アニメ劇場 日曜 23:00 - 23:25枠 | NHK BS2 衛星アニメ劇場 日曜 23:00 - 23:25枠 |
| 前番組                                      | 番組名                                      | 次番組                                      |
| ------------------------------------------- | ------------------------------------------- | ------------------------------------------- |
| GIANT KILLING                               | 心霊探偵 八雲                               | かみちゅ!                                   |
| NHK総合 月曜 25:05 - 25:30枠                |                                             |                                             |
| GIANT KILLING （地上波再放送）              | 心霊探偵 八雲 （実質再放送）                | -                                           |

### DVD
| 巻数               | 発売日        | 収録内容         | 規格品番            |
| ------------------ | ------------- | ---------------- | ------------------- |
| 心霊探偵八雲 第1巻 | 2011年1月26日 | FILE 01〜FILE 02 | FCBN-0077（豪華版） |
| 心霊探偵八雲 第1巻 | 2011年1月26日 | FILE 01〜FILE 02 | FCBN-0083（通常版） |
| 心霊探偵八雲 第2巻 | 2011年2月23日 | FILE 03〜FILE 04 | FCBN-0078（豪華版） |
| 心霊探偵八雲 第2巻 | 2011年2月23日 | FILE 03〜FILE 04 | FCBN-0084（通常版） |
| 心霊探偵八雲 第3巻 | 2011年4月6日  | FILE 05〜FILE 06 | FCBN-0079（豪華版） |
| 心霊探偵八雲 第3巻 | 2011年4月6日  | FILE 05〜FILE 06 | FCBN-0085（通常版） |
| 心霊探偵八雲 第4巻 | 2011年4月27日 | FILE 07〜FILE 08 | FCBN-0080（豪華版） |
| 心霊探偵八雲 第4巻 | 2011年4月27日 | FILE 07〜FILE 08 | FCBN-0086（通常版） |
| 心霊探偵八雲 第5巻 | 2011年5月25日 | FILE 09〜FILE 10 | FCBN-0081（豪華版） |
| 心霊探偵八雲 第5巻 | 2011年5月25日 | FILE 09〜FILE 10 | FCBN-0087（通常版） |
| 心霊探偵八雲 第6巻 | 2011年6月22日 | FILE 11〜FILE 13 | FCBN-0082（豪華版） |
| 心霊探偵八雲 第6巻 | 2011年6月22日 | FILE 11〜FILE 13 | FCBN-0088（通常版） |